# Steamrollers de Providence
Maillots
Les Steamrollers de Providence (Providence Steamrollers en anglais) sont une équipe de basket-ball de NBA disparue en 1949.

## Historique
De 1946 en 1949, elle fit partie de la BAA (future NBA).
Les Steamrollers eurent deux fois le premier choix de la draft :
- 1948 : Andy Tonkovich (Marshall)
- 1949 : Howie Shannon (Kansas State)

Durant ces trois saisons, l'équipe n'accéda jamais aux play-offs.
Bilan total : 46-122 (27,4 %)
Meilleure saison : 28-32 (1946-47)
Pire saison : 6-42 (1947-48)

## Entraineurs successifs
L'équipe a eu quatre entraîneurs :
- Robert Morris (en) 1946-1947
- Nat Hickey 1947-1948
- Albert Soar (en) 1947-1948
- Ken Loeffler (en) 1948-1949